# Ágota
Az Ágota női név az Agáta régi magyar formája, jelentése: a jó.

## Rokon nevek
Agáta

## Gyakorisága
Az 1990-es években az Ágota ritkán fordult elő. A 2000-es és a 2010-es években sem szerepelt a 100 leggyakrabban adott női név között.
A teljes népességre vonatkozóan az Ágota sem a 2000-es, sem a 2010-es években nem szerepelt a 100 leggyakrabban viselt női név között.

## Névnapok
- január 11.,[2]
- február 5.[2]

## Híres Ágoták
- Kiss Ágota Anna magyar származású festőművész
- Kristóf Ágota magyar származású, Svájcban élő író
- Siménfalvy Ágota színésznő
- Varga Ágota filmrendező, dokumentumfilmes
- Varga Ágota modell

## Egyéb Ágota
Az Ágota ritkán, de családnévként is használatos.
- Ágota Balázs - Zenész (Wisdom), sportoló (Budapest Wolves). A 2010-es év sportolójának választotta az Amerikai Football Szövetség.

### Földrajzi névként
- Ágotakövesd, település Romániában
- Szentágota, település Romániában
- Sárszentágota, település Fejér vármegye Sárbogárdi járásában
- Kunágota, település Békés vármegye Mezőkovácsházai járásában